# Joe Roff
Joe Roff (Bendigo, 20 de septiembre de 1975) es un exjugador australiano de rugby que se desempeñaba como centro o wing.

## Carrera
Surgido de los Tuggeranong Vikings donde debutó en primera con 18 años en 1994. Fue contratado por los Brumbies del Super Rugby para la primera edición profesional, jugó con ellos hasta 2004.

### En el extranjero
Fue cedido a préstamo al Biarritz Olympique del Top 14 para la temporada 2001-02. Luego de su retiro en Brumbies descansó un año y firmó por una temporada con los Kubota Spears de la Top League, se retiró al finalizar su contrato.

## Selección nacional
Fue convocado a los Wallabies con 19 años, por primera vez  en mayo de 1995 para enfrentar a Canucks, fue un jugador titular de su seleccionado y disputó su último partido en julio de 2004 frente a las Pacific Islanders.
Formó parte del combinado que derrotó a los British and Irish Lions en su Gira de Australia 2001. En total jugó 86 partidos y marcó 244 puntos.

### Participaciones en Copas del Mundo
Disputó tres Copas del Mundo: Sudáfrica 1995 cayendo en cuartos de final, Gales 1999 donde se consagró campeón y Australia 2003 resultando subcampeón.
| Mundial                       | Sede      | Resultado        | PJ | Tries |
| ----------------------------- | --------- | ---------------- | -- | ----- |
| Copa Mundial de Rugby de 1995 | Sudáfrica | Cuartos de final | 2  | 3     |
| Copa Mundial de Rugby de 1999 | Gales     | Campeón          | 6  | 2     |
| Copa Mundial de Rugby de 2003 | Australia | Subcampeón       | 6  | 2     |

## Palmarés
- Campeón del Rugby Championship de 2000 y 2001.
- Campeón del Super Rugby de 2001 y 2004.